# تلعصة
تلعصة إحدى بلديات ولاية الشلف التابع لـ دائرة أبو الحسن  وهي بلدية ساحلية تمتاز بمناخها المعتدل الرطب وغطائها النباتي الكثيف تتربع على مساحة 94 كلم² تبعد عن البحر ب7 كلم  تحتوي البلدية على مناظر طبيعية خلابة التي تكونها جبالها الخضراء المطلة على البحر يحدها كل من بلديات سيدي عبد الرحمان المرسى المصدق أبو الحسن  
تعد منطقة زراعية تنقسم إلى منطقتين اغبال وتلعصة بها متوسطتين وثانوية وخمس إبتدائيات 

## قبور بلدية تلعصة
قبور بلدية تلعصة في شمال غرب الشلف من جهة الساحل في الجزائر. يطلق عليها السكان المحليون اسم قبور الجهلاء. ولهذه التسمية تفسيران أولهما ان اصحاب هذه القبور عاشوا في عصر جاهلي وحياتهم صعبة لذلك اضطروا لبناء قبور لهم في الصخر والعجيب في الامر انها كانت جد متقنة وفي نفس اتجاه وبالطبع هي في الاصل قبور للفنيقيين بالغة القدم تشهد على ان بلدية تلعصة كانت مزدهرة منذ القديم من الزمان.
كما اكتشفت مدينة كاملة تحت الأرض يعود اصلها لرومان وبسبب الزحف العمراني بقيت طي النسيان ولا يزال حتى هذه اللحظة اثار ادوات مستعملة منذ زمن واواني فخارية.كما انها بلدية  سياحية نظرا لموقعها الإستراتيجي بين  سلسلة جبال الظهرة الخلابة وبوابة البحر .